# Haroldo de Campos
Haroldo Eurico Browne de Campos (São Paulo, 19 de agosto de 1929 — São Paulo, 16 de agosto de 2003) foi um poeta e tradutor brasileiro, considerado, ao lado de Augusto de Campos, seu irmão, e Décio Pignatari, com os quais formou o grupo Noigandres, um dos representantes da poesia concreta no Brasil.

## Biografia
Haroldo fez seus estudos secundários no Colégio São Bento, onde aprendeu os primeiros idiomas estrangeiros, como latim, inglês, espanhol e francês. Ingressou na Faculdade de Direito da Universidade de São Paulo, no final da década de 1940, lançando seu primeiro livro, O Auto do Possesso, em 1949, quando participava do Clube de Poesia, ao lado de Décio Pignatari.
Em 1952, Décio, Haroldo e seu irmão Augusto de Campos rompem com o Clube, por divergirem quanto ao conservadorismo predominante entre os poetas, conhecidos como "Geração de 45". Fundam, então, o grupo Noigandres, passando a publicar poemas na revista do grupo, de mesmo título. Nos anos seguintes, defendeu as teses que levariam os três a inaugurar, em 1956, o movimento concretista, ao qual se manteve fiel até o ano de 1963, quando inaugura um trajeto particular, centrando suas atenções no projeto do livro-poema "Galáxias".
Em 1972 Haroldo doutorou-se pela Faculdade de Filosofia, Letras e Ciências Humanas da USP, sob orientação de Antonio Candido, com a tese Para uma teoria da prosa modernista brasileira: morfologia do Macunaíma. No ano seguinte, a tese foi publicada em livro pela Editora Perspectiva. Seguindo na carreira acadêmica, Haroldo também foi professor da PUC-SP, bem como na Universidade do Texas, em Austin. Em 1979 criou polêmica com as ideias de seu professor Antônio Cândido, ao publicar o livro O sequestro do barroco na formação da literatura brasileira: o caso Gregório de Matos, contestando a opção de Cândido por não incluir o poeta seiscentista baiano em seu livro Formação da literatura brasileira, de 1959.
Haroldo dirigiu até o final de sua vida a coleção Signos da Editora Perspectiva. "Transcriou" em português poemas de autores como Homero, Dante, Mallarmé, Goethe, Mayakovski, além de textos bíblicos, como o Gênesis e o Eclesiastes. Publicou, ainda, numerosos ensaios de teoria literária, entre eles A Arte no Horizonte do Provável (1969). No teatro, suas obras foram interpretadas, com exclusividade, por três atores: Giulia Gam (1989, Cena da Origem, direção de Bia Lessa), Bete Coelho (1997, Graal: Retrato de um Fausto Quando Jovem, de Gerald Thomas) e Luiz Päetow (2015, Puzzle, de Felipe Hirsch).
O intelectual morreu no dia 16 de agosto de 2003 às 1h de falência múltipla de órgãos. Estava internado na Unidade de Terapia Intensiva do Hospital Alemão Oswaldo Cruz. O corpo de Haroldo de Campos foi velado no Hospital Beneficência Portuguesa e foi cremado às 16h do mesmo dia da sua morte, no Cemitério da Vila Alpina. O poeta deixou a mulher, Carmem, e um filho, Ivan.

## Obras

### Traduções
- Ezra Pound - Cantares (em conjunto com Augusto de Campos e Décio Pignatari, 1960)
- Panorama do Finnegans Wake (em conjunto com Augusto de Campos, 1962)
- Poesia Russa Moderna (em conjunto com Augusto de Campos e Boris Schnaiderman, 1968)
- A Operação do Texto (roteiro de tradução do poema A Sierguéi Iessiênin, de Maiakovski. 1976)
- Deus e o Diabo no Fausto de Goethe (tradução de fragmentos da versão de Goethe para o mito de Fausto, 1981)
- Transblanco (tradução do poema Blanco, de Octavio Paz. 1986)
- Mallarmé (tradução de alguns poemas de Mallarmé feita em conjunto com Augusto de Campos e Décio Pignatari, 1991)
- Pedra e Luz na Poesia de Dante (tradução de fragmentos da Divina Comédia, 2000)
- Bere'shith: A Cena da Origem (tradução dos livros de Gênesis e Jó, 2000)
- Ilíada de Homero vol. 1 (com notas de Trajano Vieira, 2001)
- Ilíada de Homero vol. 2 (com notas de Trajano Vieira, 2002)
- Maiakovski Poemas (em conjunto com Augusto de Campos e Boris Schnaiderman, 2002)
- Ungaretti - Daquela Estrela à Outra (tradução de poemas do poeta italiano Giuseppe Ungaretti em conjunto com Aurora Bernardini, 2003)
- Qohélet - o que sabe (tradução do livro bíblico de Eclesiastes, 2004)
- Éden - Um Tríptico Bíblico (2005)
- Hagoromo de Zeami (tradução do Teatro Nô; hagoromo, escrito por Zeami Motokiyo, 2005)

### Crítica Literária
- Re-Visão de Sousândrade (em conjunto com Augusto de Campos, 1962)
- A arte no horizonte do provável (1972)
- Morfologia do Macunaíma (1973)
- Metalinguagem & outras metas (1992)
- O Arco-Íris Branco (1997)
- O Sequestro do Barroco na Formação da Literatura Brasileira: O Caso Gregório de Matos (2000)
- Transcriação (antologia de ensaios organizada por Marcelo Tápia e Thelma Médici Nóbrega, 2015)

### Literatura
- Auto do Possesso (1950)
- O Âmago do Ômega (1956)
- Se (1958)
- Fome de Forma (1959)
- Servidão de Passagem (1962)
- Álea I - Variações Semânticas (1964)
- Xadrez de Estrelas: Percurso Textual, 1949-1974 (Antologia, 1976)
- Signantia Quasi Coelum: Signância: Quase Céu (1979)
- A Educação dos Cinco Sentidos (1985)
- Galáxias (1986) (que a partir de 2004 passou a ser editado com o CD Isto não é um Livro de Viagem produzido por Arnaldo Antunes, no qual Haroldo de Campos declama 16 poemas do livro acompanhado pela cítara de Alberto Marsicano)
- Finismundo - A Última Viagem (1990)
- Crisantempo - No Espaço Curvo Nasce Um (1998)
- A Máquina do Mundo Repensada (2000)

### Manifestos
- Poesia e Paraíso Perdido (Diário de São Paulo, 5 de junho de 1955)
- A Obra de Arte Aberta (Diário de São Paulo, 3 de julho de 1955)
- olho por olho a olho nu (Periódico ad - arquitetura e decoração, edição de novembro/dezembro de 1956)
- Evolução de Formas: Poesia Concreta (Jornal do Brasil, 13 de janeiro de 1957)
- Poesia Concreta - Linguagem - Comunicação (Jornal do Brasil, 28 de abril de 1957)
- Da Fenomenologia da Composição à Matemática da Composição (Jornal do Brasil, 23 de junho de 1957)
- Aspectos da Poesia Concreta (Revista Diálogo, edição de julho de 1957)
- plano-piloto para poesia concreta (escrito em conjunto com Augusto de Campos e Décio Pignatari, publicado em noigandres 4, 1958)
- Dois Novos Poemas Concretos (Página Invenção, Correio Paulistano, 17 de abril de 1960)
- A Temperatura Informacional do Texto (Revista do Livro, edição de junho de 1960)
- Contexto de uma Vanguarda (Jornal de Letras, edição de fevereiro/março de 1963)
- Teoria da Poesia Concreta (Antologia de manifestos da Poesia Concreta, 1965)

## Prêmios e homenagens
Sua biografia foi incluída na Enciclopédia Britânica em 1997.
Foi o ganhador do Prémio Octavio Paz de Poesía y Ensayo, no México, em 1999.
Nesse mesmo ano, as Universidades de Yale e de Oxford organizaram conferências sobre sua obra em comemoração de seus setenta anos.
Foi vencedor do prêmio Jabuti em 1991, 1993, 1994, 1999 e 2002.